# مارجوری مانهن
مارجوری مانهن (انگلیسی: Marjorie Monaghan؛ زادهٔ ۱۹ مارس ۱۹۶۴) یک بازیگر سینما، و هنرپیشه اهل ایالات متحده آمریکا است.

## زندگی
موناغان در ۱۹ مارس ۱۹۶۴ در اورنج کانتی کالیفرنیا متولد شد. وی از نژاد ایرلندی سلت است و بازیگری را از دبیرستان آغاز کرد.
- موناگان در سال ۲۰۰۱ از گرانت روزنبرگ خواستگاری کرد که بعداً در ۲ فوریه ۲۰۱۱ با او ازدواج کرد.